# Guy Sweens
Guy Sweens is een Nederlandse componist, producer en toetsenist. Zijn muziek wordt overwegend ingedeeld in de genres world fusion, new age en lounge/downtempo. In 2005 en 2007 kwamen zijn eerste twee soloalbums Gaya of Wisdom en Kamadeva uit, beide uitgebracht door platenmaatschappijen MG Music (Engeland) en Gemini Sun Records (Verenigde Staten).

## Biografie
De muziek van Guy Sweens kan worden omschreven als levendig, melodisch, gepassioneerd en spiritueel en is vaak een mix van exotische en westerse muziekstijlen. Hij gebruikt hiervoor traditionele instrumenten van over de hele wereld in combinatie met synthesizers en percussie. Sweens haalt inspiratie uit o.a. mythes, legendes, Indiase tradities, middeleeuwse en Keltische geschiedenis en het Inca Imperium. Zijn albums zijn conceptalbums die dus altijd over één specifiek onderwerp gaan en waarbij de instrumenten aansluiten op het onderwerp. Een voorbeeld hiervan is het album Rise of the Inca dat gaat over de opkomst van de Inca cultuur. Voor de productie van dit album heeft Sweens dan ook diverse traditionele Zuid-Amerikaanse instrumenten gebruikt. Andere albums van Guy Sweens kunnen worden ingedeeld bij de new age stijl en doen regelmatig denken aan filmmuziek. Een voorbeeld hiervan is het album Moon Magic. Het arrangement bestaat voornamelijk uit vleugelpiano, strijkorkest, diverse blaasinstrumenten, gitaren, lichte percussie, synthesizers en koren. Een ander voorbeeld is Odin's Raven uit 2023, een episch album geïnspireerd op het Vikingtijdperk. 
Sweens werkte tussen 2006 en 2009 ook samen met andere artiesten uit het new age en world fusion genre, onder wie Medwyn Goodall, Terry Oldfield (broer van Mike Oldfield) en Sangit Om (Stefan Petersilge). Een voorbeeld hiervan is het nummer Mahayana, dat door Sweens werd gecomponeerd en geproduceerd met solo's van Medwyn Goodall op gitaar en panfluit en Terry Oldfield op bansurifluit. Mahayana verscheen op het album Om. Alle nummers op dit album zijn door verschillende artiesten geschreven, maar de solo's werden ingespeeld door Medwyn Goodall en Terry Oldfield.
Na drie world fusion albums kwam Sweens in 2012 met een nieuw project genaamd "Chill Connection" en het debuutalbum Mesmerise volgde al gauw. Chill Connection is een lounge/chill-out/downtempo project met voornamelijk muzikale invloeden uit de jaren zeventig.
In 2014 werd de track "Son of Krishna" van het album Kamadeva gebruikt in de film The Letters, met in de hoofdrollen Juliet Stevenson, Rutger Hauer en Max von Sydow. De film gaat over het leven van Moeder Teresa en speelt zich voor een groot deel af in India.
In 2024 startte Sweens zijn eigen platenlabel Guy Sweens Music. In september van dat jaar verscheen het eerste album op dit label Pagan Healer.

## Nominaties en Awards
- 2018 - Nominatie Beste World/Global Fusion Album van 2017 voor Karmic Journey door One World Music Radio (OWMR) in het Verenigd Koninkrijk.
- 2019 - Nominatie Beste New Age Album van 2018 voor Dawn Goddess door One World Music Radio in het Verenigd Koninkrijk.
- 2020 - Award uitgereikt door platenlabel MG Music: "Als erkenning voor zijn vaardigheid, hoogwaardige productie en wereldwijde verkoop".

## Discografie

### Albums
- 2005 - Gaya of Wisdom (2005 MG Music / 2006 Gemini Sun Records)
- 2007 - Kamadeva (2007 MG Music / 2008 Gemini Sun Records)
- 2009 - The Legend of Ganesha (2009 MG Music)
- 2012 - Chill Connection - Mesmerise (2012 Eye Lounge Records/Attiva sas)
- 2015 - Universal Language (2015 MG Music)
- 2016 - Pathways (2016 MG Music)
- 2017 - Karmic Journey (2017 MG Music)
- 2018 - The Best of Guy Sweens (2018 MG Music)
- 2018 - Dawn Goddess (2018 MG Music)
- 2019 - Moon Magic (2019 MG Music)
- 2020 - Diwali (2020 MG Music)
- 2021 - Rise of the Inca (2021 MG Music)
- 2022 - The Alchemist (2022 MG Music)
- 2023 - Odin's Raven (2023 MG Music)
- 2024 - Pagan Healer (2024 Guy Sweens Music)

### Diverse artiesten (compilaties)
- 2006 - Om (2006 MG Music / 2007 Gemini Sun Records)
- 2008 - Collection 2: World - Spirit & Rhythm (2008 MG Music)
- 2008 - Music That Illuminates Your Life Vol. 1 (2008 Gemini Sun Records)
- 2008 - Sensual Chocolate (2008 MG Music)
- 2012 - Sound Flowers Collection (2012 Attiva Sas / Eye Lounge Records)
- 2012 - Cafe De Eivissa - Chillounge Compilation (2012 Attiva Sas / Eye Lounge Records)
- 2015 - 50 Shades of Chill Out (2015 Attiva Sas / Eye Lounge Records)
- 2019 - Forest Magic (2019 MG Music)
- 2019 - Gentle Journey (2019 MG Music)
- 2019 - Sacred Journeys (2019 MG Music)
- 2019 - The Power of Spirit (2019 MG Music)

## Andere activiteiten
Guy Sweens is ook een liefhebber van hoorspelen. Als vertaler, opnametechnicus en editor realiseerde hij samen met regisseur Winfried Povel de vierde serie van het ruimtevaarthoorspel Sprong in het heelal - De terugkeer van Mars, die door de KRO werd uitgezonden in januari 2014 via zowel Radio 5 Nostalgia als Radio 1.